# Aulus Postumius Albinus (Konsul 151 v. Chr.)
Aulus Postumius Albinus war ein römischer Politiker und Schriftsteller des 2. Jahrhunderts v. Chr.
A. Postumius Albinus gehörte einer Gesandtschaft zu König Perseus von Makedonien an, dessen Bewachung er als Militärtribun 167 v. Chr. nach dem Sieg von Pydna übernahm. Wohl 159 v. Chr. war er Ädil. Als praetor urbanus 155 v. Chr. empfing er eine Gesandtschaft griechischer Philosophen. 154 v. Chr. gehörte er einer Gesandtschaft zur Vermittlung zwischen Attalos II. und Prusias II. an. 151 v. Chr. war Postumius Konsul. Die Volkstribunen ließen ihn mit seinem Kollegen wegen ihrer Härte verhaften. 146 v. Chr. wurde er nach der Zerstörung Korinths Mitglied einer Kommission zur Einrichtung der Provinz Achaia. Nach Cicero erhielt er an bedeutenden Orten Denkmäler.
Über sein historisches Werk informieren nur Gellius und Macrobius. Er soll in der Art des Thukydides und in griechischer Sprache geschrieben haben. Polybios erwähnt auch ein Gedicht, das eventuell mit einem bezeugten Text über die Ankunft des Aeneas in Italien übereinstimmt. Polybios und Cato lehnten das Werk des Postumius ab. Cicero kannte das Werk noch und urteilte positiv. Danach ist es verloren gegangen. 